# 岐阜県立大垣工業高等学校
岐阜県立大垣工業高等学校（ぎふけんりつおおがきこうぎょうこうとうがっこう）は、岐阜県大垣市にある公立工業高校。通称は「大工（だいこう）」。

## 概要
- 創立 - 1926年（大正15年）
- 学科 
  - 全日制
    - 機械工学科群 - 機械工学科、電子機械工学科
    - 電気・電子工学科群 - 電気工学科、電子工学科、情報技術工学科
    - 建設工学科群 - 建築工学科、土木工学科
    - 化学技術工学科

  - 定時制
    - 工業技術科
- 所在地 - 大垣市南若森町301-1
- 校訓 - 質実剛健
- 制服 - 男子は詰襟の学生服、女子はブレザーが指定されている。

## 沿革
- 1926年（大正15年） - 岐阜県第二工業学校として設立。
- 1939年（昭和4年） - 二本科（夜間部）を設置する。
- 1948年（昭和23年）
  - 4月 - 岐阜県大垣工業高等学校に改称する。
  - 8月 - 大垣市立工業高等学校と合併し、岐阜県立大垣工業高等学校と改称する。機械科、電気科、建築科、工業化学科、色染科、電気通信科、土木科を設置する。
- 1954年（昭和29年） - 色染科を染織科と改称する。
- 1963年（昭和38年） - 電気通信科を電子科と改称する。
- 1965年（昭和40年） - 染織科を繊維科と改称する。
- 1970年（昭和45年） - 繊維科を繊維工業科と改称する。
- 1971年（昭和46年） - 情報技術科を設置する。
- 1987年（昭和62年） - 建築科、土木科の募集を停止し、建設工学科を設置する。
- 1988年（昭和63年） - 電子機械科を設置する。
- 1992年（平成4年） - 繊維工業科の募集を停止し、テキスタイルデザイン工学科を設置する。
- 1999年（平成11年） - テキスタイルデザイン工学科の募集を停止し、産業デザイン科を設置する。
- 2007年（平成19年） - 産業デザイン科の募集を停止する。
- 2008年（平成20年） - 工業化学科の募集を停止し、化学技術科を設置する。

## 部活動
- サッカー部は、1969年（昭和44年）の国民体育大会で準優勝した。
- 電子機械部は、2012年（平成24年）の第7回若年者ものづくり競技大会にてメカトロニクス職種で優勝し、厚生労働大臣賞を受賞する。

### 全日制
| - 運動系部活動 - 陸上競技部 - バスケットボール部 - バレーボール部 - サッカー部 - ソフトテニス部 - ハンドボール部 - 卓球部 - レスリング部 - ラグビーフットボール部 - 剣道部 - 硬式野球部 - 柔道部 - バドミントン部 - 弓道部 | - 文化系部活動 - 吹奏楽部 - 芸術部 - 理科部 - 太鼓部 - 放送・演劇部 - 写真部 |  | - 生産系部活動 - 機械部 - 電子機械部 - 電気部 - 建設工学部 - 化学技術部 - 電子部 - 情報技術部 |  |  | - 同好会 - インターアクト同好会 |

### 定時制
| - 運動系部活動 - バスケットボール部 - 陸上競技部 - サッカー部 | - 文化系部活動 - ものづくり研究会 |

## 記録
- 電子科：缶サットチャレンジ岐阜 2015年 優勝

## 出身者
- 成瀬悟策（臨床心理学者、九州大学名誉教授、勲二等瑞宝章）
- Momimaru（ヒューマンビートボクサー）
- 山田勉（野球選手）
- 山田博士（野球選手）
- 山口富生（競輪選手）
- 山本二三（アニメーション美術監督）

## アクセス
- 名阪近鉄バス「工業高口」停留所 徒歩5分、「本今町」停留所 徒歩3分
- 養老鉄道養老線美濃青柳駅 徒歩10分